# Phokomelie

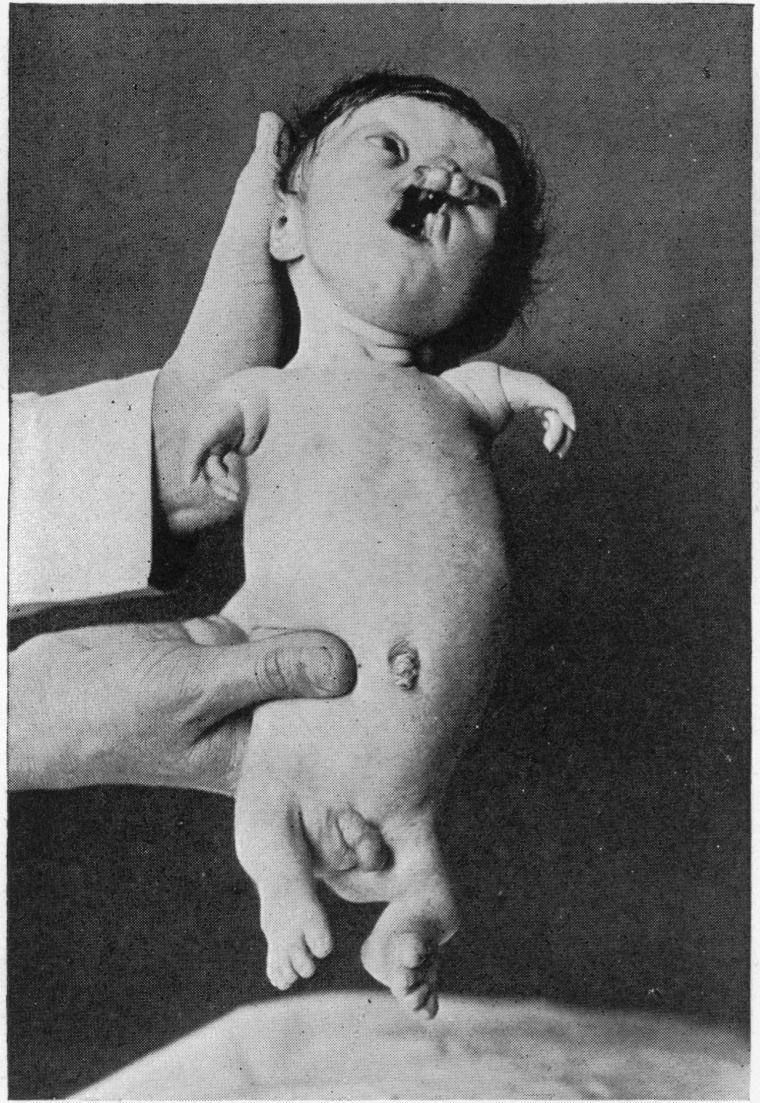
Ein Neugeborenes mit Tetraphokomelie als Ausprägung eines Roberts-Syndroms. Das Kind starb 1919 im Alter von 15 Tagen.

Phokomelie (von altgriechisch φώκη phōkē ‚Robbe, Seehund‘ und μέλος mélos ‚Glied‘; Synonyme Robbengliedrigkeit und Phokomelus) bezeichnet eine Fehlbildung der Gliedmaßen des Fötus (Dysmelie) mit flossenartigem Sitz der Hände bzw. Füße am Schulter- bzw. Hüftgelenk aufgrund stark verkürzter oder fehlender körpernaher Röhrenknochen der Gliedmaßen. Ein betroffenes Individuum nennt man Phokomelus.
Phokomelien können wie andere Arten von Dysmelien vererbt, beispielsweise beim Roberts-Syndrom, Al-Awadi-Raas-Rothschild-Syndrom oder Von-Voss-Cherstvoy-Syndrom,  oder durch äußere Einflüsse hervorgerufen sein, beispielsweise als Nebenwirkungen von Medikamenten und Hormonpräparaten.
Das bekannteste Beispiel für medikamentöse Nebenwirkungen, die Phokomelie verursachen, ist Thalidomid, der Wirkstoff von Contergan, das Ende der 1950er Jahre auf den Markt gebracht wurde. Es sollte unter anderem als Schlafmittel für Frauen in der Schwangerschaft dienen, verursachte aber in Tausenden von Fällen Dysmelien, insbesondere Phokomelien, beim heranwachsenden Fötus. Dies führte 1961 zur aufsichtsrechtlichen Marktentfernung des Medikaments.
Eine Dysmelie kann im Rahmen der Pränataldiagnostik bereits im Mutterleib mittels Feinultraschall erkannt werden.
Eine spezielle Form der Phokomelie ist die Tetraphokomelie, bei der alle vier Extremitäten verkürzt sind.